# Paride Grillo
Paride Grillo (Varese, 23 de março de 1982) é um ciclista profissional italiano e tem como especialidade os sprints. Tem 179 cm e pesa 74kg. Profissional desde 2005 pertence desde ai à equipa Ceramica-Panaria, tendo em 2005, ainda júnior, pertencido à Piazzamenti.
Tem seis vitórias como profissional:
- 5ª etapa do Circuit de Lorraine (2005)
- 4ª etapa da Volta à Dinamarca (2005)
- GP de la Ville de Rennes (2006)
- 2ª etapa do Circuit Cycliste de la Sarthe (2006)
- 4ª etapa do Brixia Tour (2006)
- 2ª etapa do Circuit Cycliste de la Sarthe et Pays (2007)
- 1ª etapa da Volta a Portugal (2007)

Não participou na Volta à Itália de 2006 devido a uma pneumonia, participando em 2007 tendo o seu melhor sido um 17º lugar na 9ª etapa. Não chegou a acabar o Giro.